# Кун, Агнеш
Агнеш (Агнесса) Кун (русский псевдоним — А. Краснова, венг. Kun Ágnes, урождённая Kohn Ágnes; 21 января 1915, Аюд — 19 октября 1990, Будапешт) — венгерская переводчица художественной литературы с венгерского на русский язык. Вместе с мужем, поэтом и писателем Анталом Гидашем считались главными экспертами по венгерской литературе в СССР, со второй половины 1940-х годов предприняла целый ряд крупных проектов, связанных с переводом и изданием в СССР венгерских поэтов и прозаиков.

## Биография
Родилась во время Первой мировой войны, 21 января 1915 года в городе Надьэнед в Трансильвании в Австро-Венгрии (ныне город Аюд в Румынии). Дочь видного венгерского коммуниста Белы Куна (1886—1938) и научного работника Ирины Кун (в девичестве Gál Irén, урождённая Grün Irén; 1890—1974). Имела брата — хирурга Миклоша (Николая) Куна (1920—1996), отца историка Миклоша Куна-младшего (род. 1946).
Родители познакомились в Коложваре (ныне Клуж-Напока в Румынии), где мать училась в Коложварской консерватории (A Kolozsvári Konzervatórium) и зарабатывала на жизнь уроками музыки.
В 1916 году Бела сменил написание своей еврейской фамилии с Кон (Kohn) на Кун (Kun).
Отец Агнеш воевал, попал в русский плен. Бела Кун участвовал в гражданской войне. Вернулся на родину в 1918 году и возглавил Центральный комитет созданной в Москве Венгерской коммунистической партии.
21 марта 1919 года была создана Венгерская советская республика, фактическим руководителем которой стал Бела Кун.
После падения Венгерской советской республики Ирина Кун с дочерью отправились на вокзал Келенфёльд, откуда специальным составом родственников руководителей государства вывезли в Австрию. Оттуда Ирина Кун перебралась в Италию, где 17 июня 1920 года родила Миклоша. В начале 1920-х годов последовала за мужем в СССР.
С 1921 года Агнеш жила в Москве.
В возрасте одиннадцати лет в 1926 году в Москве познакомилась с будущим мужем, поэтом и писателем Дьюлой Санто (1899—1980), который взял русский псевдоним Антал (Анатоль) Гидаш, эмигрировавшим в СССР в 1926 году. Начали встречаться, когда Агнеш было четырнадцать лет, а Анталу — 29. Позднее вышла за него замуж. Гидаши жили в комнате в квартире Михаила Ромма на Пятницкой улице, затем в Доме писателей в Лаврушинском переулке.
Агнеш стала третьей женой Антала Гидаша. В 1936 году к нему приехала дочь Эва (1921—1965) от первого брака с Юдит Санто (1903—1963). После развода родителей Эва жила с родителями Антала Гидаша, в СССР жила с отцом и мачехой.
Агнеш два года училась на рабфаке им. М. Н. Покровского при МГУ. В 1936 году Агнеш поступила в Московский институт философии, литературы и истории (МИФЛИ), который окончила в 1940 году, где училась с Игорем Черноуцаном, впоследствии — высокопоставленным сотрудником отдела культуры ЦК КПСС. Согласно воспоминаниям Лилианны Лунгиной (фильм Олега Дормана «Подстрочник») при поступлении в МИФЛИ ей навязывали шпионить и доносить на Агнешу Кун.
В июне 1937 года арестовали отца Агнеш Кун. В феврале 1938 года арестован муж по обвинению в шпионаже, в один день с матерью и младшим братом. Их арестовали на празднике, посвящённом Дню Красной армии. После их ареста, Агнеш отказалась от отца в марте на собрании студентов МИФЛИ, где училась, но отказалась отречься от мужа, которого объявили «врагом народа». Жила с братом у тёти. Была арестована после начала Великой Отечественной войны, в сентябре 1941 года как иностранка, но просидела только 4 месяца. Была отправлена в ссылку в Узбекскую ССР, где хлопотала за мужа.
Бела Кун расстрелян в 1938 году.
Антал Гидаш отправлен в Вятский исправительно-трудовой лагерь (Вятлаг) в системе ГУЛАГ, К-231, расположенный в непроходимых болотах на севере Кировской области. В лагере находился Геза Шпирк (Spirk Géza; 1896—1979), член Шуцбунда, эмигрировавший в СССР в 1934 году. Всего в лагере находилось около 80 венгров. Освобождён в 1944 году, проведя в лагерях шесть лет.
После освобождения Ирину Кун, её детей и зятя сослали за 101-й километр в Орехово-Зуево, где Николай Кун и его жена Ольга, после выпуска из Киргизского медицинского института работали врачами.
Сразу после Великой Отечественной войны Агнеш Кун стала референтом по венгерской литературе Иностранной комиссии Союза писателей СССР и предприняла с Анталом Гидашем целый ряд крупных проектов по переводу и изданию венгерской литературы.
После смерти Сталина оказалась вместе с Любовью (Ибойей) Липпай (Lippay Ibolya), второй женой Гидаша и сестрой критика и историка Золтана Липпай (Lippay Zoltán; 1898—1961) вовлечённой в конфликт между Иностранной комиссией Союза писателей СССР в лице главы Бориса Полевого и «Издательства иностранной литературы» в лице директора Павла Чувикова на фоне десталинизации, связанный с выходом из печати перевода повести «Каменщики» Ференца Каринти.
В 1955 году Бела Кун реабилитирован.
Гидаши дружили с поэтом Николаем Заболоцким, с которым три года подряд жили по соседству на даче в Тарусе. Также жили на даче в Переделкино, либо в своей квартире в доме кооператива писателей (снесён в конце 1970-х) на улице Фурманова (Нащокинский переулок) в Москве.
Её близкой подругой была Рита Корн (1907—1992), жена писателя и драматурга Владимира Киршона, расстрелянного в 1938 году. Рита Корн и Любовь Липпай были членами Профкома драматургов и занимались переводами венгерских авторов. Любовь делала подстрочник, а Рита литературно его обрабатывала. Близкой знакомой обеих жён Гидаша была также Анна Берзинь, дружившая с поэтом Сергеем Есениным, жена писателя Бруно Ясенского, расстрелянного в 1938 году.
Агнеш одобряла подавление Венгерского восстания 1956 года, а Антал Гидаш в 1956 году поддерживал политику Яноша Кадара, фактического руководителя Венгрии с 1956 года.
В 1959 году Гидаши вернулись в Венгрию. Также Ирина Кун вернулась в Венгрию, где занимала почётное и обеспеченное место вдовы национального героя. Им дали двухэтажный особняк в самом красивом районе Буды — на Холме роз (Рожадомб), на первом жила Ирина и Николай Куны, на втором — Гидаши. После перехода Венгрии к демократии особняк отобрали.
Гидаши часто посещали СССР, где месяцами жили в своей квартире в Москве, либо на даче.
Надежда, дочь Вадима Кожевникова, вспоминает:
Чету Гидашей, часто в Союз наезжающих, знала с детства, родители с ними дружили. Агнессу, дочку революционного вождя, трибуна Бела Куна, немножко побаивалась — её строгой, на прямой пробор, гладко-смолёной прически, длиннющих, как у принцессы Турандот, ярко-алых ногтей. Да и обходилась она со мной, ещё ребенком, без тени принятой у взрослых снисходительности. Не хотела или не умела. Своими детьми Гидаши не обзавелись.
Владимир Ротт вспоминает: 
Коллеги с Чепеля организовали моей семье встречу с семьёй Белы Куна, которая выжила в ГУЛАГе и после сталинских времен была принята Венгрией. В красивом двухэтажном особняке в возвышенной части Будапешта, Буде, нас приняла Ирен, жена Белы Куна, пожилая женщина с грустными глазами. С ней были сын врач Миклош Кун, и дочь Агнес с мужем-писателем Анталом Гидашем.
Участвовала в подготовке к 20 февраля 1986 года, когда отмечали столетие со дня рождения Белы Куна в Венгрии.
После смерти мужа редактировала записи Антала Гидаша.

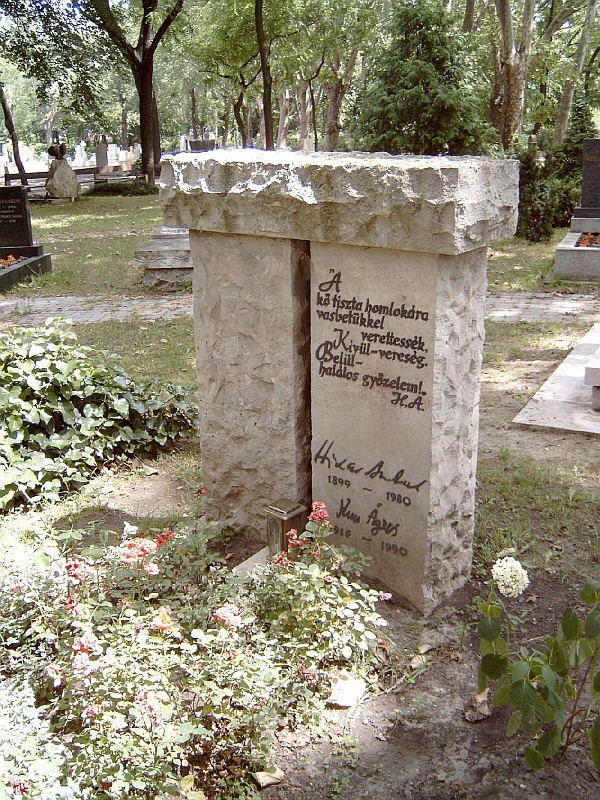
Могила Антала Гидаша и Агнессы Кун на кладбище Керепеши в Будапеште

Умерла 19 октября 1990 года в Будапеште. Похоронена с мужем на кладбище Керепеши в Будапеште.

## Переводы
В 1940-е годы начала переводить и редактировать переводы под псевдонимом А. Краснова.
С 1946 года  Агнеш Кун сотрудничала с Гослитиздатом, начала работать над переводом стихов Шандора Петёфи и обратилась к поэту Борису Пастернаку, с которым не была знакома ранее. Пастернак перевёл пять стихотворений Шандора Петёфи в 1939 году.  Всего Пастернак перевел 60 лирических стихотворений Петёфи и три поэмы. Большая часть была сделана за месяц с небольшим в 1947 году. Сборник избранных переводов Пастернака «Звёздное небо» (1966) содержит 14 стихотворений Петёфи. Поэма «Мария Сечи» Петёфи, переведённая Пастернаком не вошла ни в «Избранное» Петёфи (1948), ни в Собрание сочинений (1952) по идеологическим причинам. Опубликована после смерти Пастернака в «Новом мире» (1971).
В 1949 году Гослитиздат выпустил монографию Антала Гидаша «Шандор Петёфи» в переводе с венгерского А. Красновой. Второе издание выпущено в серии «Жизнь замечательных людей» в издательстве «Молодая гвардия» в 1950 году, дополнительное — в 1951 году.
Вместе с Анталом Гидашем и советскими поэтами (Вильгельм Левик, Самуил Маршак, Борис Пастернак, Николай Тихонов, Николай Чуковский, Леонид Мартынов, Давид Самойлов и другие) провела большую работу по переводу на русский язык классиков венгерской поэзии. По сделанным Агнессой Кун подстрочникам поэт Давид Самойлов в разное время переводил таких венгерских поэтов, как Эндре Ади, Янош Арань, Михай Вёрёшмарти, Антал Гидаш, Дьюла Ийеш, Аттила Йожеф, Миклош Радноти, Иштван Шимон.
В 1952 году в Гослитиздате вышла первая большая «Антология венгерской поэзии» со вступительной статьёй Антала Гидаша «Демократические традиции венгерской поэзии», составителем и редактором переводов которой выступила А. Краснова. Антология представляла историю венгерской поэзии «в биографиях и образцах» от Петера Борнемисы (XVI век) до Ференца Юхаса.
В 1952—1953 гг. вышло четырёхтомное собрание сочинений Шандора Петёфи с большим предисловием Антала Гидаша в первом томе. Составителем и редактором переводов собрания стала А. Краснова, также она перевела для собрания прозу Шандора Петёфи.
«Избранное» Михая Вёрёшмарти вышло в 1956 году  с предисловием Елены Малыхиной. Редактировали переводы Антал Гидаш и А. Краснова.
В 1968 году вышел сборник «Стихи» Миклоша Радноти с предисловием Елены Малыхиной и комментариями Фанни Радноти. Составила и отредактировала переводы Агнеш Кун. Переводы к сборнику сделаны Давидом Самойловым, Леонидом Мартыновым, Владимиром Корниловым, Николаем Чуковским, Робертом Рождественским.
Сделала черновой перевод драматической поэмы в трёх действиях «Чонгор и Тюнде» Михая Вёрёшмарти и пьесы «Трагедия человека» Имре Мадача.
Кун вместе с Виктором Важдаевым перевела «Венгерские народные сказки» (1952). Кун перевела пьесу в 3 действиях Эрнё Урбана «Боевое крещение» (Tűzkeresztség)  о социалистическом преобразовании венгерской деревни, поставленную в 1951 году в Национальном театре в Будапеште и получившую в 1952 году Премию имени Кошута. Кун перевела рассказы и романы Жигмонда Морица («Избранное», т. 2, 1958; «Жаркие поля», 1963, «Жужанна в Клагенфурте», 1970). В 1955 году в издательстве Детгиз опубликован роман «Звёзды Эгера» Гезы Гардони в переводе с венгерского А. Красновой. Для книги вступительную статью «От Эгера до Астрахани» написал Антал Гидаш. Иллюстрации выполнил художник Иштван Биаи-Феглейн (István Biai-Föglein; 1905—1974). Кун перевела рассказы Фридеша Карикаша («Янош Корбей», 1959), романы Антала Гидаша «Мартон и его друзья» (1963), «Другая музыка нужна» (1963), «Господин Фицек» (1958, 1967, 1973) и другие. Вместе с Еленой Тумаркиной (1922—2011) Кун перевела роман «История Ности-младшего и Марии Тоот» Кальмана Миксата («Собрание сочинений», т. 5, 1969). В 1979 году опубликовано «Избранное» Эндре Иллеша, составленное Кун.
В 1966 и 1968 годах в серии «Жизнь замечательных людей» в издательстве «Молодая гвардия» вышли воспоминания Ирины Кун о Беле Куне в авторизованном переводе Агнеш Кун.
В 1972 году в будапештском издательстве «Корвина» на русском языке вышел сборник «Избранные статьи и речи» Белы Куна, составленный Агнессой Кун.
За популяризацию венгерской литературы в СССР награждена венгерским золотым Орденом Труда.

## Архив
В фондах Российского государственного архива литературы и искусства хранится переписка поэта Давида Самойлова с Агнессой Кун (одно письмо от Самойлова Кун и шесть писем от Кун Самойлову с 1960 по 1982 год).